# 熊谷勝弘
熊谷 勝弘（くまがい かつひろ、青森県弘前市出身　1945年8月9日 - ）は、日本の総理府技官、工学博士。技術士。土木学会特別　上級土木技術者。北海道開発庁北海道開発局長や、伊藤組土建代表取締役副社長を務めた。

## 人物・経歴
1970年北海道大学大学院修了。1973年北海道開発庁北海道開発局札幌開建道路建設課橋梁係長。1976年北海道開発庁北海道開発局土木試験所舗装研究室副室長。1977年建設省計画局国際課長補佐。1978年外務省在ケニア日本国大使館一等書記官(ウガンダ・セイシェルズ・マラウイ兼轄)。1981年北海道開発庁北海道開発局道路計画課付。1981年北海道開発庁北海道開発局室蘭開発建設部道路第一課長。1983年北海道開発庁北海道開発局道路建設課長補佐。1983年ケニア国及び連合王国へ出張を命ぜらる。1986年北海道開発庁北海道開発局室蘭開建室蘭道路事務所長。1988年北海道開発庁北海道開発局釧路開建次長。1990年北海道開発庁北海道開発局札幌開建次長。1991年北海道開発庁北海道開発局道路建設課長。1993年北海道開発庁北海道開発局開発調整課長。1993年ドイツ連邦共和国オランダ王国及びフランス共和国へ出張命ぜらる。1994年北海道開発庁北海道開発局稚内開建部長。1995年北海道大学博士（工学）。1996年北海道開発庁北海道開発局小樽開建部長。1998年北海道開発庁北海道開発局建設部長。1999年北海道開発庁北海道開発局長。
退官後、伊藤組土建代表取締役副社長（コンプライアンス総括）を経て、2015年に鈴木英一と代わり伊藤組土建顧問に退いた。札幌国際エアカーゴターミナル取締役、北海道開発技術センター理事長、日本計画行政学会北海道支部理事、北海道産学官研究フォーラム副理事長、全国土木施工管理技士協会連合会副会長、同北海道土木施工管理技士会会長、北海道土木施工管理技士会相談役、日本建設機械施工協会理事、同協会北海道支部長、全国火薬類安全保安協会理事、同北海道協会会長、北海道収用委員会、測量協会北海道支部長なども歴任した。平成29年秋の叙勲で瑞宝中綬賞(国土交通行政事務功労)を受賞。
脚注
1. 1 2 3  省庁再編に伴い開発局の所掌事務はむしろ拡大 北海道開発局　熊谷勝弘 氏〈建設グラフ1999年11月号〉
2. ↑  大深度地中連続壁の設計施工計画に関する研究 熊谷, 勝弘 クマガイ, カツヒロ
3. 1 2  副社長に鈴木英一氏／専務には猪俣氏／伊藤組土建北海道通信社2015/06/29付
4. ↑  第 3 回・第 4 回勉強会を開催しました。コンサルタンツ北海道　第 128 号
5. ↑  第29期 - 札幌国際エアカーゴターミナル事業報告書
6. ↑  北海道支部設立２０周年特別号日本計画行政学会北海道支部
7. ↑  一般社団法人北海道産学官研究フォーラム　組織体制・組織図